# Newbury (Vermont)
Newbury es un pueblo ubicado en el condado de Orange en el estado estadounidense de Vermont. En el año 2020  tenía una población de 2.293 habitantes y una densidad poblacional de 13,28 personas por km².

## Geografía
Newbury se encuentra ubicado en las coordenadas 44°06′14″N 72°07′18″O / 44.10389, -72.12167.

## Demografía
Según la Oficina del Censo en 2000 los ingresos medios por hogar en la localidad eran de $32,721 y los ingresos medios por familia eran $42,262. Los hombres tenían unos ingresos medios de $30,169 frente a los $21,780 para las mujeres. La renta per cápita para la localidad era de $17,659. Alrededor del 12.9% de la población estaba por debajo del umbral de pobreza.